# 新天町 (福岡市)
新天町（しんてんちょう）は、福岡県福岡市中央区天神二丁目にあるアーケード商店街。ファッション、呉服、雑貨、アクセサリー、薬局、CDショップ、書店、飲食店など約100店舗の店がある。

## 歴史

### 名称の由来
当地の町名｢天神町（てんじんのちょう）｣を元に命名された。｢新天神町｣の意。

### 沿革
- 1946年（昭和21年）10月15日 - 西日本新聞社の郷土再建案として商店街設立。当初は木造2階建ての住居兼店舗12棟で構成されていた。
- 1946年（昭和21年） - 「新天音頭」、新天町マークを制定。
- 1950年（昭和25年） - 戦後の品不足で建設した店舗の老朽化が進んだため、増改築とアーケード化を実施。「降っても照っても新天町」というキャッチフレーズも誕生する。
- 1968年（昭和43年） - 新天町全体の不燃化（鉄筋コンクリート造）が完了。
- 1972年（昭和47年） - 新天町ファーボ開業。
- 1978年（昭和53年） - 総工費4億2000万円をかけて南北両通りの冷暖房設置や電飾の統一など大幅な改装工事が完了。
- 1981年（昭和56年） - 商店街初のからくり時計設置。
- 1988年（昭和63年） - 子供山笠の活動を始める。
- 1994年（平成6年）7月7日未明 - 博多祇園山笠の飾り山が放火され、全焼。商店街への延焼は免れたものの、放火犯は捕まらず、未解決のまま。
- 2008年（平成20年） - 北通りと南通りを結ぶメルヘン広場に、ドーム型アーケード(新天町サンドーム)が設置される。

## 立地

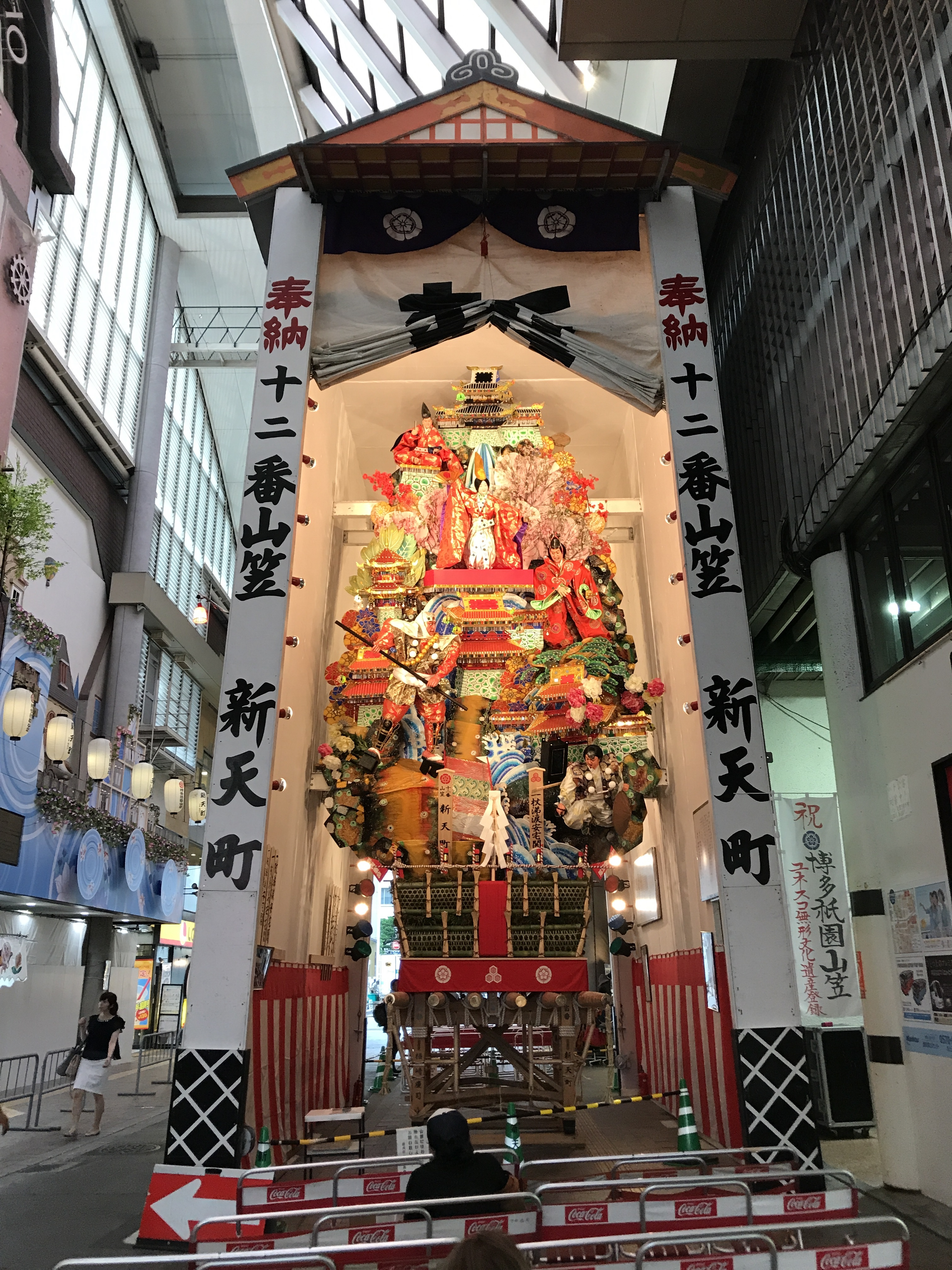
飾り山（2017年）

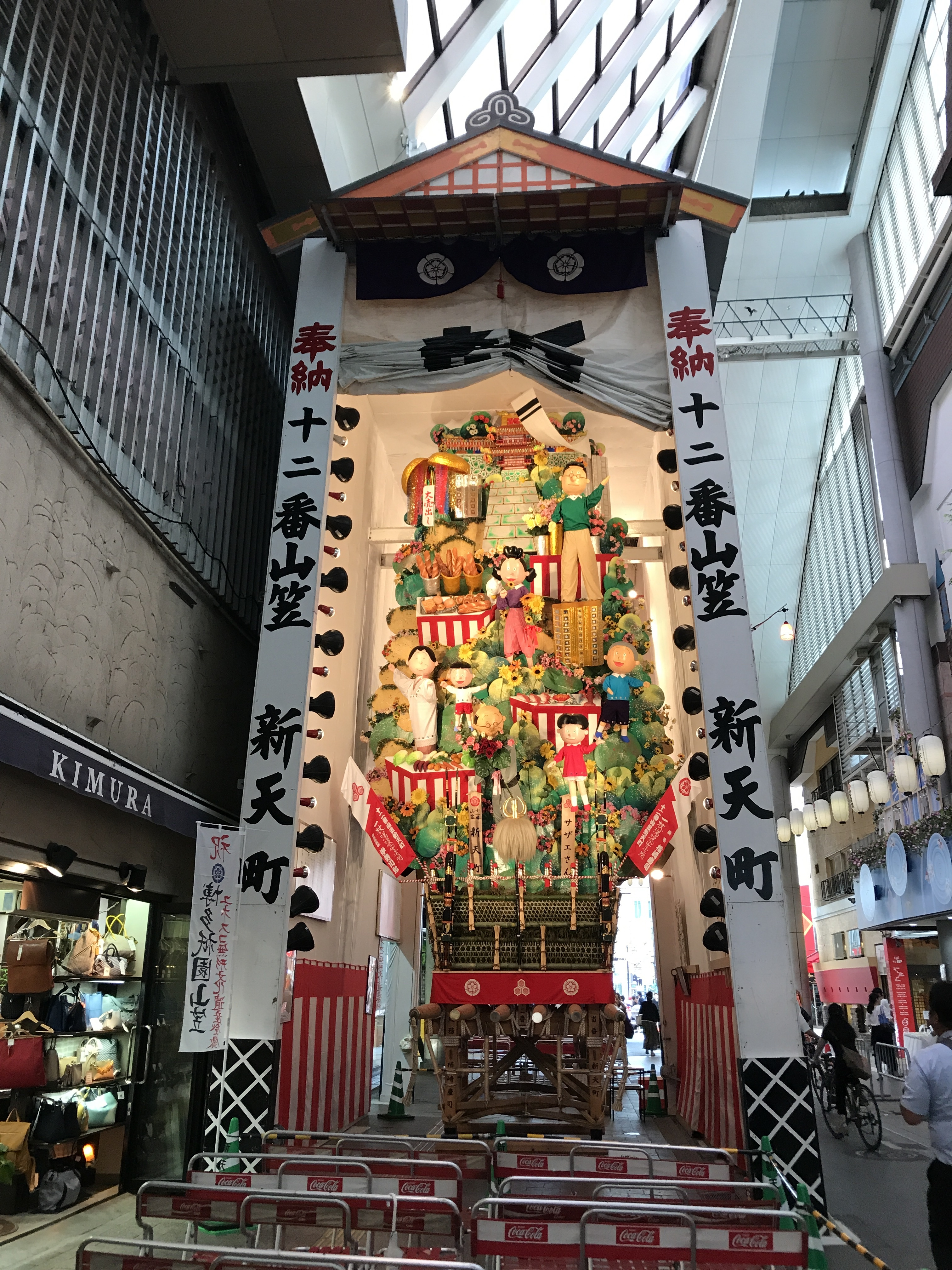
サザエさん飾り山（2017年）

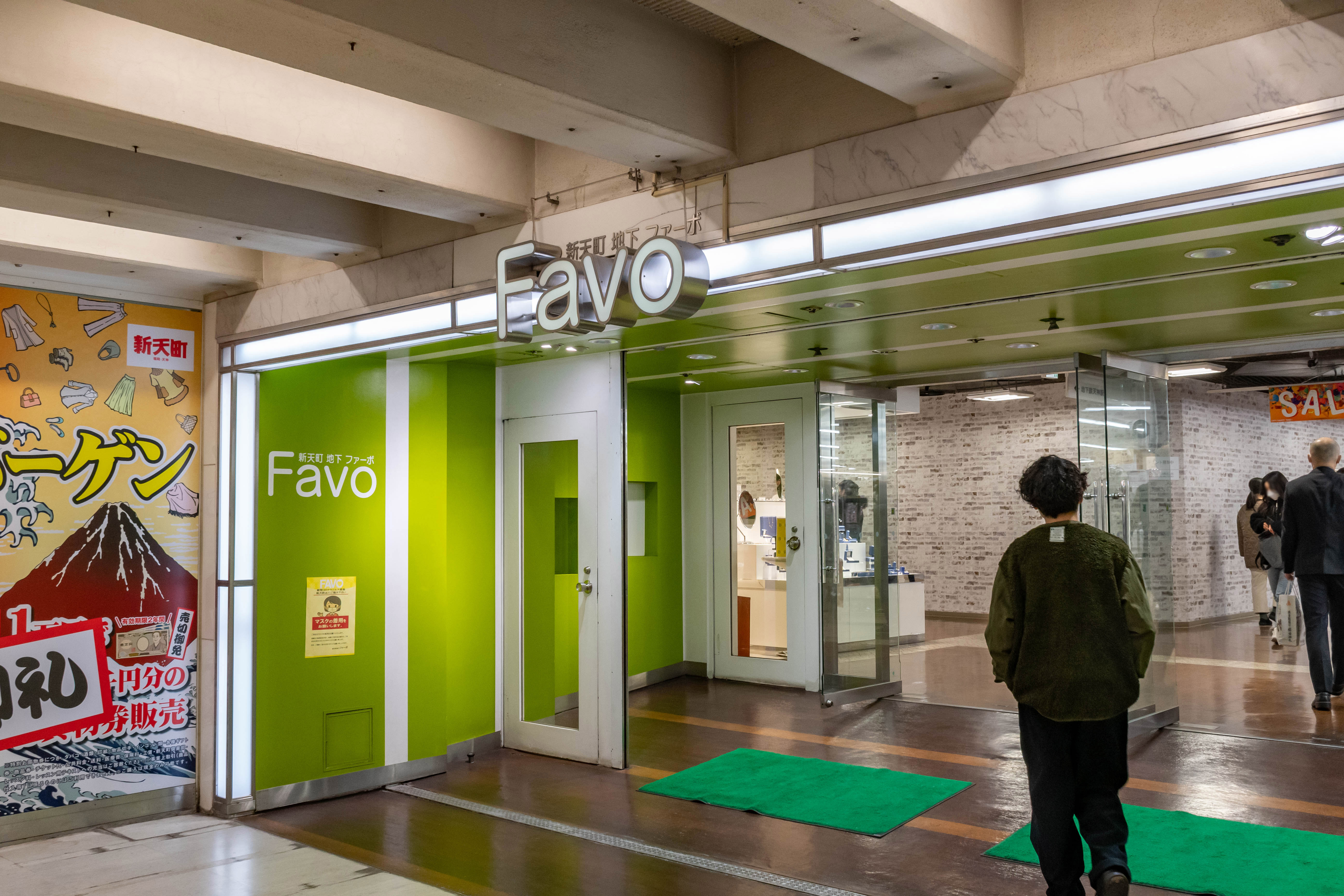
地下街「ファーボ」

南北2つの通り（北通りと南通り）と、地下街「ファーボ」(Favo)から構成される。東端は福岡パルコとソラリアステージで、西鉄福岡（天神）駅北口にも近い。「ファーボ」は福岡市地下鉄空港線天神駅に直結している。メルヘン広場で東西に分断されており、このメルヘン広場から南に向かうと岩田屋、ヴィオロ、ソラリアプラザといった大型商業施設がある。
メルヘン広場には、博多どんたくが開催される5月3日～4日には『新天町どんたく演舞台』が、博多祇園山笠が開催される7月1日～14日夜には飾り山笠が設置される。

## テーマソング
- 新天音頭
  - 1947年と1959年の2回にわたって、公募でえらばれた[3]。
- キミとボクの街
  - 1969年に公募で歌詞を募集した。伊藤アキラが補作を、越部信義が作曲担当。ソノシート2万枚が製作された。歌は額田和代と可愛和美が担当した。制定後、5年ほど館内のBGMやCMソングとして使われた[4]。
- アイラブFUKUOKA
  - 新天町創設40周年を記念して製作された。歌、作曲新居昭乃。

## メルヘンチャイム

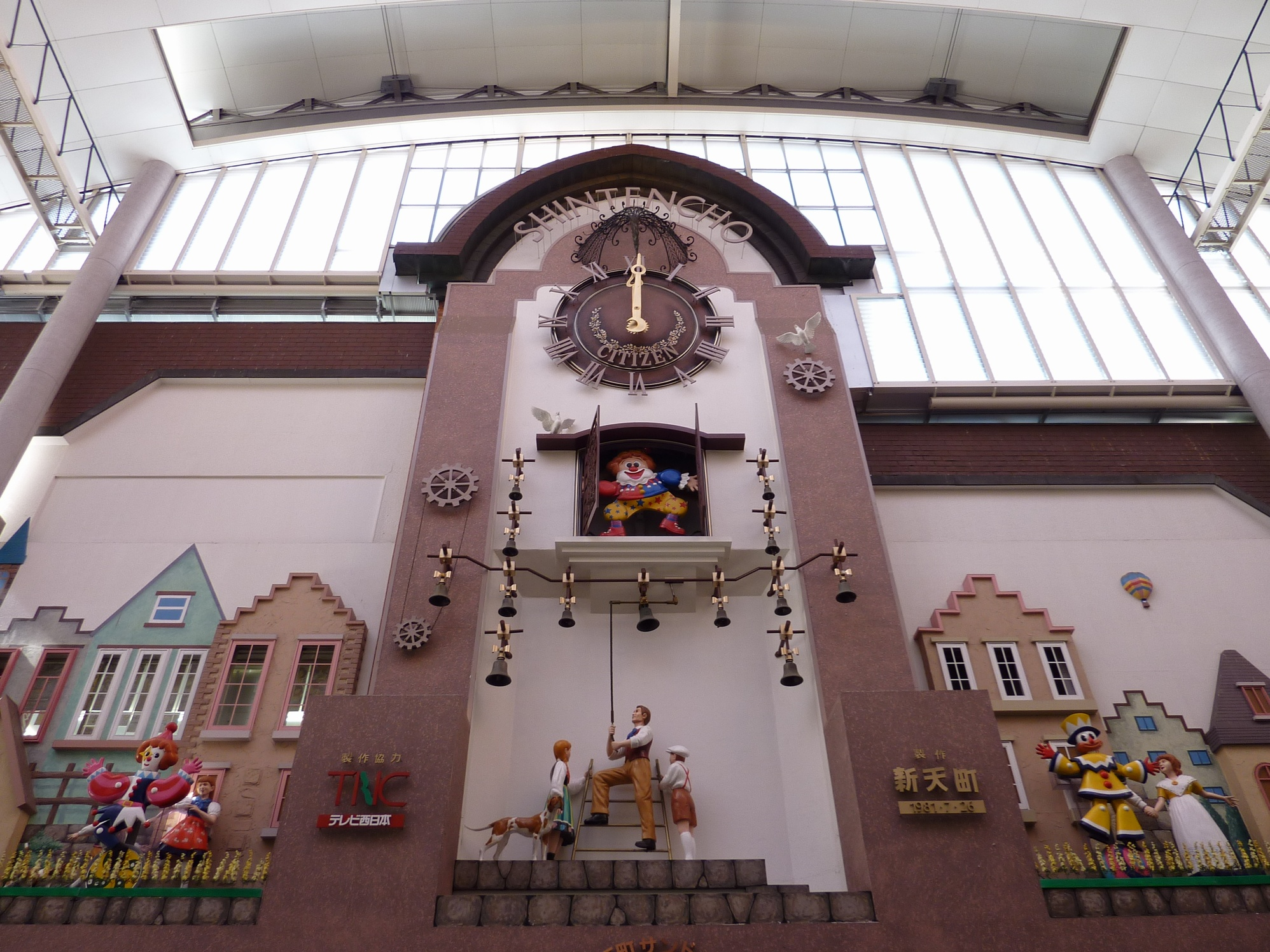
メルヘンチャイム

商店街の中央広場には「メルヘンチャイム」という日本一大きい時計塔（高さ17メートル、幅25メートル）が設置されていて、正時ごとに時計のチャイムがなる。
- 9:00 喜びの歌
- 10:00 黄色いリボン
- 11:00 野ばら
- 12:00 聖者の行進
- 13:00 博多どんたく囃子
- 14:00 おおブレネリ
- 15:00 アヴィニョンの橋の上で
- 16:00 グリーンスリーブス
- 17:00 ラヴァーズ・コンチェルト
- 18:00 黒田節
- 19:00 サンタ・ルチア
- 20:00 ホームスイートホーム

## 新天町倶楽部
商店街内の新天町プラザ3階にある従業員用食堂である。一般利用も可能である。
新天町倶楽部には岡本太郎の制作した油彩画「挑む」が展示されている。これは1981年10月に商店街開設35周年記念として岡本を招いたイベントが開かれ、その返礼として岡本から贈られたものである。横幅4mの大きな作品で飾る場所がないため商店街の倉庫で眠っていたが、1988年に新天町プラザが完成した際に飾られることとなり現在に至っている。

## 新天町の今後
老朽化した建物の再開発第1弾として、2008年（平成20年）4月にメルヘン広場にアーケードを新設。高さ約20m、長さ約60m、幅約12mで太陽光発電のパネルを設けて照明電源とするほか、屋根の斜面に水を流し、夏場の気温を下げることが可能。

## 主な通り

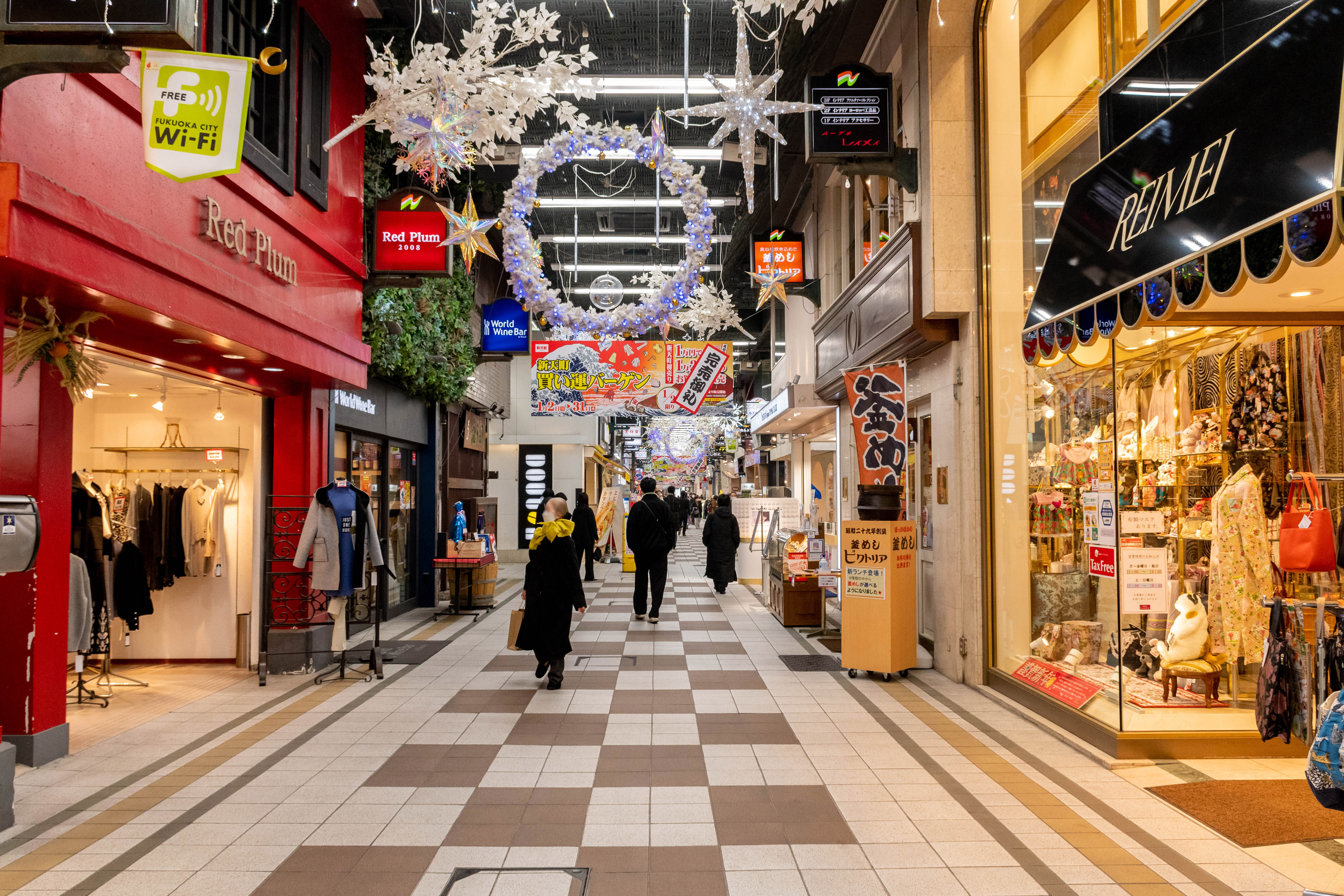
北通り

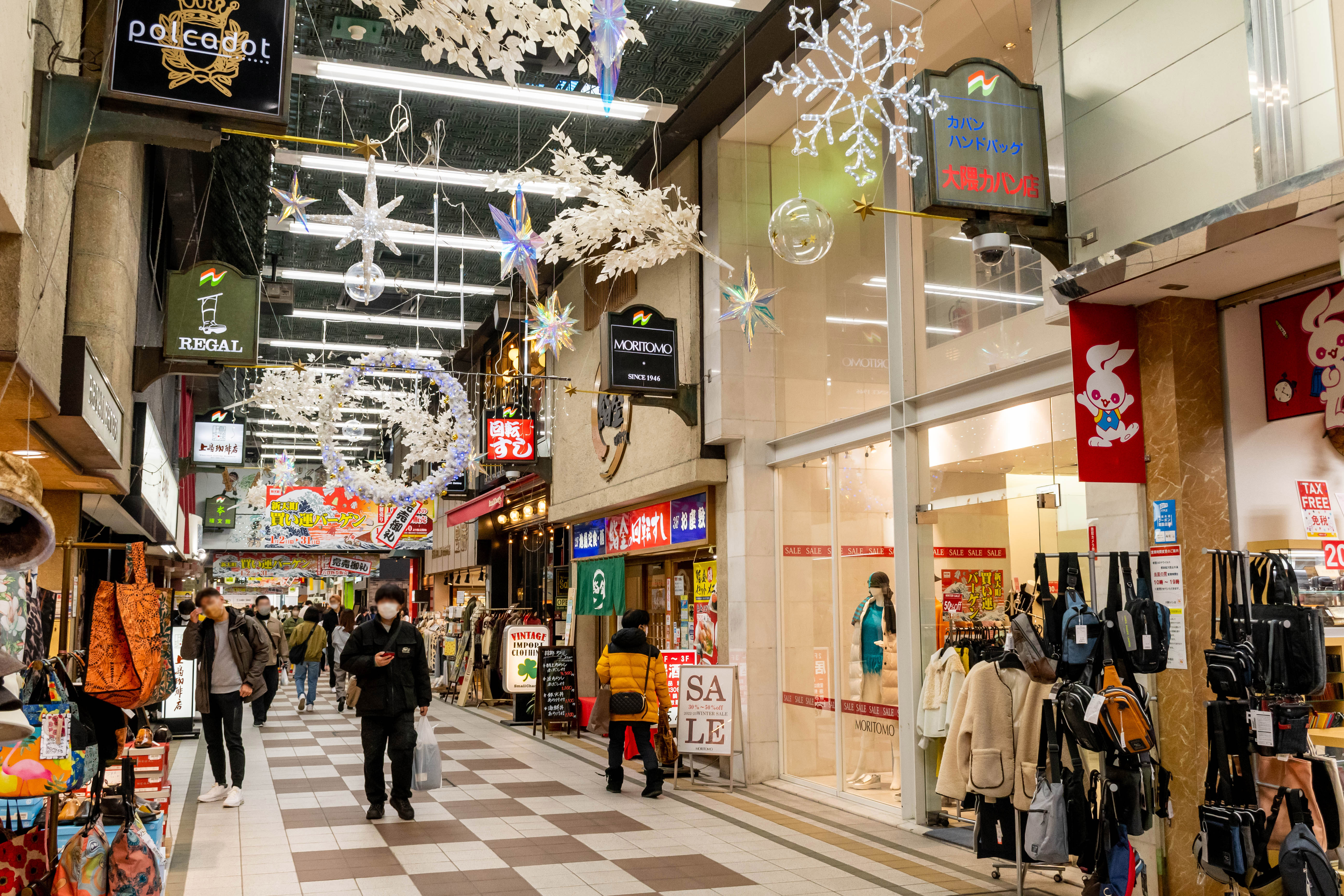
南通り

- メルヘン通り
- 新天町北通り
- 新天町南通り